# Улрих фон Юнгинген
Улрих фон Юнгинген (на немски: Ulrich von Jungingen) е двадесет и шестият Велик магистър на рицарите от Тевтонския орден. Губи при Таненберг и с това цялата Полско-литовско-тевтонската война.